# César Kist
César Kist (Santa Cruz do Sul, 22 de outubro de 1964) é um tenista profissional brasileiro destro.
Aposentou-se em 1991, atualmente reside em São Paulo e disputa torneios de veteranos.

## Trajetória esportiva
Começou a carreira profissional em 1983 e teve sua melhor fase entre 1986 e 1987. De 1983 a 1993 esteve entre os primeiros no ranking brasileiro.
Na Associação de Tenistas Profissionais (ATP), sua melhor posição alcançada em simples foi de número 119 em 1986, e número 79 na categoria de duplas em 1987.
Foi bicampeão brasileiro respectivamente, com Danilo Marcelino e Fernando Roese, e membro da equipe brasileira na Copa Davis em 1986, no Japão.
Como treinador, ajudou na evolução do tênis japonês, treinando por três anos Goichi Motomura, ex-número 1 do Japão e membro da equipe japonesa na Copa Davis, e também Kyoko Nagatsuka, tenista japonesa que disputou os Jogos Olímpicos de Verão de 1996 em Atlanta.
Atualmente é diretor do Departamento de Desenvolvimento da Confederação Brasileira de Tênis (CBT) e ministra aulas para crianças.
Além disso, é membro da Comissão de Treinadores da Federação Internacional de Tênis (ITF) de 2008 a 2013, realizando diversos cursos e simpósios em todo o Brasil e no exterior.
Em maio de 2015, Cesar Kist assumiu o cargo de oficial de Desenvolvimento do Tênis para a América do Sul na ITF.
1. ↑  ITF Tennis.com - Cesar KIST Acessado em 4 de março de 2017
2. ↑  ClicRBS - Danilo Marcelino e César Kist vencem Citibank Masters (04/09/2005) Acessado em 4 de março de 2017
3. 1 2 3 4 5 6  CBT - Cesar Kist Acessado em 4 de março de 2017
4. ↑  ATP World Tour - Cesar Kist (Singles) Acessado em 4 de março de 2017
5. ↑  ATP World Tour - Cesar Kist (Doubles) Acessado em 4 de março de 2017
6. 1 2 3 4  Tennis iCoach - Biography: Cesar Kist Acessado em 4 de março de 2017
7. 1 2  CBT - Cesar Kist assume segundo mandato consecutivo na Comissão de Treinadores da ITF (14 de janeiro de 2010) Acessado em 4 de março de 2017
8. ↑  CBT - Cesar Kist apresentou palestra durante o Tennis Kids em Porto Alegre (22 de maio de 2016) Acessado em 4 de março de 2017
9. ↑  Tênis Brasil - Cesar Kist assume importante cargo na ITF (07/05/2015) Acessado em 4 de março de 2017